# 池本徳子
池本 徳子（いけもと のりこ、1974年9月25日 - ）は、地方競馬の福山競馬場若林達彦厩舎所属の元騎手である。旧姓は2つあり、最初の姓は大場（おおば）、2つ目の姓は佐藤（さとう）。現在の姓名は3つ目である。
勝負服の柄は胴白・赤N字縞、袖黄。広島県福山市出身、血液型はB型、身長152cm。

## 来歴
1996年3月31日付けで地方競馬騎手免許を取得し、戸川吉和厩舎からデビュー。同年4月20日福山競馬第4競走マルブツドールで初騎乗（6頭立て6着）。同年4月28日福山競馬第2競走をウイナーズゴテスで優勝し、8戦目で初勝利（7頭立て）。
1997年9月23日第12回全日本新人王争覇戦出場（12人中3位）。同年11月13日、14日中津競馬場で実施された第1回卑弥呼杯出場（9人中2位）。
1998年12月5日、6日中津競馬場で実施された第2回卑弥呼杯出場（9人中5位）。
1999年8月15日第8回福山競馬6日目第9競走第25回金杯をモンゴルムーンで優勝（10頭立て7番人気）し、重賞初制覇。同年9月に佐藤姓に改姓。同年12月10日中津競馬場で実施された第3回卑弥呼杯に選出されたが出場を取りやめた。
2000年12月6日中津競馬場で実施された第4回卑弥呼杯出場（10人中2位）。
2001年9月12日新潟競馬場で実施された第1回駒子賞出場（10人中9位）。
2002年2月2日インパクトクィーン号で地方競馬通算100勝達成。
2004年10月20日荒尾競馬場で実施された全日本レディース招待競走出場（11人中3位）。
2005年6月25日に池本姓に結婚改姓。同年11月22日荒尾競馬場で実施された全日本レディース招待競走出場（12人中8位）。
2006年レディースジョッキーズシリーズ出場（10人中6位）。
2007年レディーズジョッキーズシリーズ出場（11人中10位）。
2008年レディーズジョッキーズシリーズ出場（10人中8位）。
2009年4月1日付けで戸川吉和厩舎から若林達彦厩舎へ所属変更。
2011年4月、2010年度をもって引退することが発表された。
地方通算成績は1838戦137勝・2着150回・3着176回・勝率7.5%・連対率15.6%。